# Patrick Hoet
Patrick Hoet (Menen, 1952) is een Belgisch ontwerper van brillen met twee eigen collecties brillen.

## Biografie
Hoet is afkomstig uit een Brugse familie van brillenmakers en is de 5de generatie op rij. In 1987 richtte hij, samen met Wim Somers uit Antwerpen de firma theo, een anagram van Hoet, op. Op enkele beurzen maakten ze indruk en ze braken internationaal door. Hoet wilde echter meer met het ontwerpen bezig zijn dan met het uitstippelen van het beleid en dus verkocht hij zijn aandelen aan Wim Somers. Hij levert wel nog de brillen aan theo maar heeft ook onder zijn eigen merk Hoet Couture en Hoet Costume een uitgebreide collectie 3D titanium geprinte monturen.
Elk jaar stelt Patrick verschillende nieuwe modellen voor op de Silmo beurs in Parijs en Mido in Milaan.
Hij is zowel in binnen- als buitenland bekend en maakt brillen voor Elton John, Bill Gates, Felice, Tom Lanoye en Jef Geeraerts

## Verdiensten
- Hij werd reeds drie keer gelauwerd door de Parijse beurs Silmo met een "Silmo d'Or"-award in de categorie mode.
- Eerbetoon door Minister Bert Anciaux in 2005
- Prijs voor zijn loopbaan in Florence in 2008[5]
- Cultuurprijs vormgeving in 2009[6]

## Trivia
In de film Sex and the City 2 draagt Kim Cattrall een bril van zijn hand.
Hoet Couture model O4 wordt gedragen door Nick Fury in de Marvel Avengers reeks op Disney.